# Copa Phillips-Universal (San José) 1957-58
La Copa Phillips-Universal 1957-58 fue un torneo amistoso internacional de fútbol, que se llevó a cabo en la ciudad de San José, Costa Rica, entre el 25 de diciembre de 1957 y el 12 de enero de 1958. El campeón fue el Club Atlético Huracán, de Argentina.

## Participantes
- Saprissa (Costa Rica)
- Alajuelense (Costa Rica)
- Huracán (Argentina)
- Botafogo (Brasil)

## Tabla de posiciones final
| Pos. | Equipo      | Pts. | PJ | PG | PE | PP | GF | GC | Dif. |
| ---- | ----------- | ---- | -- | -- | -- | -- | -- | -- | ---- |
| 1.º  | Huracán     | 6    | 3  | 3  | 0  | 0  | 7  | 0  | 7    |
| 2.º  | Alajuelense | 3    | 3  | 1  | 1  | 1  | 2  | 4  | −2   |
| 2.º  | Botafogo    | 3    | 3  | 1  | 1  | 1  | 2  | 4  | −2   |
| 4.º  | Saprissa    | 0    | 3  | 0  | 0  | 3  | 2  | 5  | −3   |

|  | Campeón. |

## Partidos
| Local       | Resultado | Visitante | Fecha                   | Estadio                        |
| ----------- | --------- | --------- | ----------------------- | ------------------------------ |
| Alajuelense | 0-3       | Huracán   | 25 de diciembre de 1957 | Estadio Nacional de Costa Rica |

| Local    | Resultado | Visitante | Fecha                   | Estadio                        |
| -------- | --------- | --------- | ----------------------- | ------------------------------ |
| Saprissa | 0-1       | Huracán   | 27 de diciembre de 1957 | Estadio Nacional de Costa Rica |

| Local       | Resultado | Visitante | Fecha                   | Estadio                        |
| ----------- | --------- | --------- | ----------------------- | ------------------------------ |
| Alajuelense | 0-0       | Botafogo  | 29 de diciembre de 1957 | Estadio Nacional de Costa Rica |

| Local   | Resultado | Visitante | Fecha              | Estadio                        |
| ------- | --------- | --------- | ------------------ | ------------------------------ |
| Huracán | 3-0       | Botafogo  | 1 de enero de 1958 | Estadio Nacional de Costa Rica |

| Local    | Resultado | Visitante | Fecha              | Estadio                        |
| -------- | --------- | --------- | ------------------ | ------------------------------ |
| Saprissa | 1-2       | Botafogo  | 5 de enero de 1958 | Estadio Nacional de Costa Rica |

| Local    | Resultado | Visitante   | Fecha                          | Estadio |
| -------- | --------- | ----------- | ------------------------------ | ------- |
| Saprissa | 1-2       | Alajuelense | Estadio Nacional de Costa Rica |         |